# Lawrence Township (comté de Mercer)
Pour les articles homonymes, voir Lawrence Township.
Lawrence Township est une municipalité américaine située dans le comté de Mercer au New Jersey.
Lors du recensement de 2010, sa population est de 33 472 habitants. La municipalité s'étend sur 22,06 milles carrés (57,14 km2), dont 0,25 milles carrés (0,65 km2) d'étendues d'eau.
Le township de Maidenhead est créé en 1697 et devient une municipalité en 1798. Il adopte son nom actuel en 1816, en l'honneur de James Lawrence.